# Coeficiente de película
El coeficiente de película, coeficiente de convección o coeficiente de transmisión superficial, representado habitualmente como h, cuantifica la influencia de las propiedades del fluido, de la superficie y del flujo cuando se produce transferencia de calor por convección.
La transferencia de calor por convección se modela con la Ley del enfriamiento de Newton:
| Símbolo                     | Nombre                                               | Unidad     |
| --------------------------- | ---------------------------------------------------- | ---------- |
| {\displaystyle {\dot {Q}}}  | Transferencia de calor por convección                | W          |
| {\displaystyle h}           | Coeficiente de película                              | W / (m2 K) |
| {\displaystyle A}           | Área del cuerpo en contacto con el fluido            | m2         |
| {\displaystyle T_{s}}       | Temperatura de la superficie del cuerpo              | K          |
| {\displaystyle T_{\infty }} | Temperatura del fluido a cierta distancia del cuerpo | K          |

Donde ésta y la velocidad del fluido son constantes.
El coeficiente de convección depende de múltiples parámetros relacionados con el flujo del fluido a través del cual se da la convección:
- del tipo de convección (forzada o natural),
- del régimen del fluido (laminar o turbulento),
- de la velocidad del flujo,
- de la viscosidad del fluido,
- de la densidad del fluido,
- de la conductividad térmica del fluido,
- del calor específico del fluido,
- del coeficiente de dilatación del fluido,
- de la forma de la superficie de intercambio,
- de la rugosidad de la superficie de intercambio,
- de su temperatura,
- de si el derrame es interior o exterior...

Con todas estas variables, el cálculo analítico presenta muchas dificultades. Los estudios experimentales permiten obtener los valores numéricos de las incógnitas para ciertos valores de los argumentos, y después seleccionar ecuaciones que expliquen los resultados obtenidos. Las formas clásicas de estimarlo se basan en el empleo de correlaciones de números adimensionales (vid. número de Nusselt), de manera que en general se dispone de una igualdad entre el número de Nusselt, que es proporcional al coeficiente de convección, y una cierta expresión que involucra al número de Reynolds y al número de Prandtl en convección forzada, y al de Prandtl y al número de Grashof en convección natural.
Otras formas de calcularlo se basarían en emplear modernos programas de diferencias finitas para resolver las ecuaciones de Navier-Stokes numéricamente, siendo esta última opción muy costosa en términos computacionales.

## Órdenes de magnitud esperables según el tipo de convección
- Convección libre de un gas: h-->O[5 w/(K·m^2)]

- Convección forzada de un gas: h-->O[50 w/(K·m^2)]

- Convección libre de un líquido: h-->O[500 w/(K·m^2)]

- Convección forzada de un líquido: h-->O[5000 w/(K·m^2)]

- Convección de un cambio de fase: h-->O[50000 w/(K·m^2)]

## Deducción
Se concluye que la relación entre los coeficientes es la relación de los gradientes de temperatura. El numerador es la diferencia entre la temperatura en el seno y la temperatura de la superficie; el denominador es la diferencia entre la temperatura de superficie y la temperatura del medio una vez que la transferencia terminó. Según el modelo de Prandtl, el 99% de la transferencia de calor ocurre en un delgada capa adyacente a la pared. Por lo que el coeficiente de calor es la relación entre la conductividad térmica y el espesor supuesto de la capa límite térmica. La condición de no deslizamiento es la causa de lo anterior.